# تپه قاسم‌آباد بزرگ
تپه قاسم‌آباد بزرگ مربوط به دوره ساسانیان تا اوایل دوران‌های تاریخی پس از اسلام است و در شهرستان ساوجبلاغ، بخش مرکزی، دهستان سعیدآباد، روستای قاسم‌آباد بزرگ، کوچه بهارستان، باغ خلج واقع شده و این اثر در تاریخ ۲۷ آبان ۱۳۸۶ با شمارهٔ ثبت ۲۰۲۵۵ به‌عنوان یکی از آثار ملی ایران به ثبت رسیده‌است.